# Mont Turkmène
Le mont Turkmène, ou djebel al-Turkman, est un massif montagneux prolongeant le djébel Ansariyeh dans le Nord-Ouest de la Syrie à la frontière turque. Il se situe dans le Nord-Est du gouvernorat de Lattaquié. Ce massif couvert de forêts est peuplé de villages turkmènes (ou turcomans) d'où son nom.
L'événement déclencheur de la crise russo-turque de 2015-2016 a lieu dans cette zone, le 24 novembre 2015. Il s'agissait d'un Soukhoï 24 abattu par les milices turques et d'un pilote russe abattu, Oleg Pechkov, alors qu'il descendait en parachute.